# Manota defecta
Manota defecta är en tvåvingeart som beskrevs av Samuel Wendell Williston  1896. Manota defecta ingår i släktet Manota och familjen svampmyggor. Inga underarter finns listade i Catalogue of Life.